# Таља (Прахова)
Таља (рум. Talea) насеље је у Румунији у округу Прахова у општини Таља. Oпштина се налази на надморској висини од 792 m.

## Становништво
Према подацима из 2002. године у насељу је живело 1204 становника, од којих су сви румунске националности.

### Хронологија
| Година       | 1992 | 1993 | 1994 | 1995 | 1996 | 1997 | 1998 | 1999 | 2000 | 2001 | 2002 | 2003 | 2004 | 2005 | 2006 | 2007 | 2008 | 2009 | 2010 | 2011 | 2012 | 2013 | 2014 | 2015 | 2016 | 2017 |
| ------------ | ---- | ---- | ---- | ---- | ---- | ---- | ---- | ---- | ---- | ---- | ---- | ---- | ---- | ---- | ---- | ---- | ---- | ---- | ---- | ---- | ---- | ---- | ---- | ---- | ---- | ---- |
| Становништво | 1350 | 1339 | 1323 | 1304 | 1285 | 1269 | 1257 | 1244 | 1211 | 1196 | 1181 | 1157 | 1166 | 1155 | 1141 | 1136 | 1125 | 1131 | 1111 | 1094 | 1077 | 1058 | 1063 | 1052 | 1035 | 1021 |